# Simulium digitatum
Simulium digitatum är en tvåvingeart som beskrevs av Puri 1932. Simulium digitatum ingår i släktet Simulium och familjen knott. Inga underarter finns listade i Catalogue of Life.